# Волощук, Майк
Майк Волощу́к (англ. Mike Woloschuk; род. 9 мая 1970, Мелвилл, Саскачеван) — австралийский кёрлингист.
Родился и вырос в Канаде, там же начал заниматься кёрлингом, затем переехал в Австралию.
Играл на позициях первого и второго.

## Достижения
- Тихоокеанско-азиатский чемпионат по кёрлингу: золото (2005, 2006).

## Команды
| Сезон   | Четвёртый    | Третий       | Второй       | Первый        | Запасной                        | Турниры                       |
| ------- | ------------ | ------------ | ------------ | ------------- | ------------------------------- | ----------------------------- |
| 2005—06 | Иэн Палангио | Хью Милликин | Рики Таскер  | Майк Волощук  |                                 | ТАЧ 2005                      |
| 2005—06 | Хью Милликин | Рики Таскер  | Майк Волощук | Стивен Джонс  | Иэн Палангио тренер: Эрл Моррис | ЧМ 2006 (9 место)             |
| 2006—07 | Иэн Палангио | Хью Милликин | Шон Холл     | Майк Волощук  | Дэвид Имла тренер: Эрл Моррис   | ТАЧ 2006 · ЧМ 2007 (10 место) |
| 2023—24 | Хью Милликин | Стив Джонс   | Майк Волощук | John Anderson | Стив Хьюитт                     | ЧАМ 2023 (4 место)            |

(скипы выделены полужирным шрифтом)